# Peeter Torop
Peeter Torop (Tallinn, 28 novembre 1950) è un semiologo estone, professore ordinario all'Università di Tartu presso il Dipartimento di Semiotica.

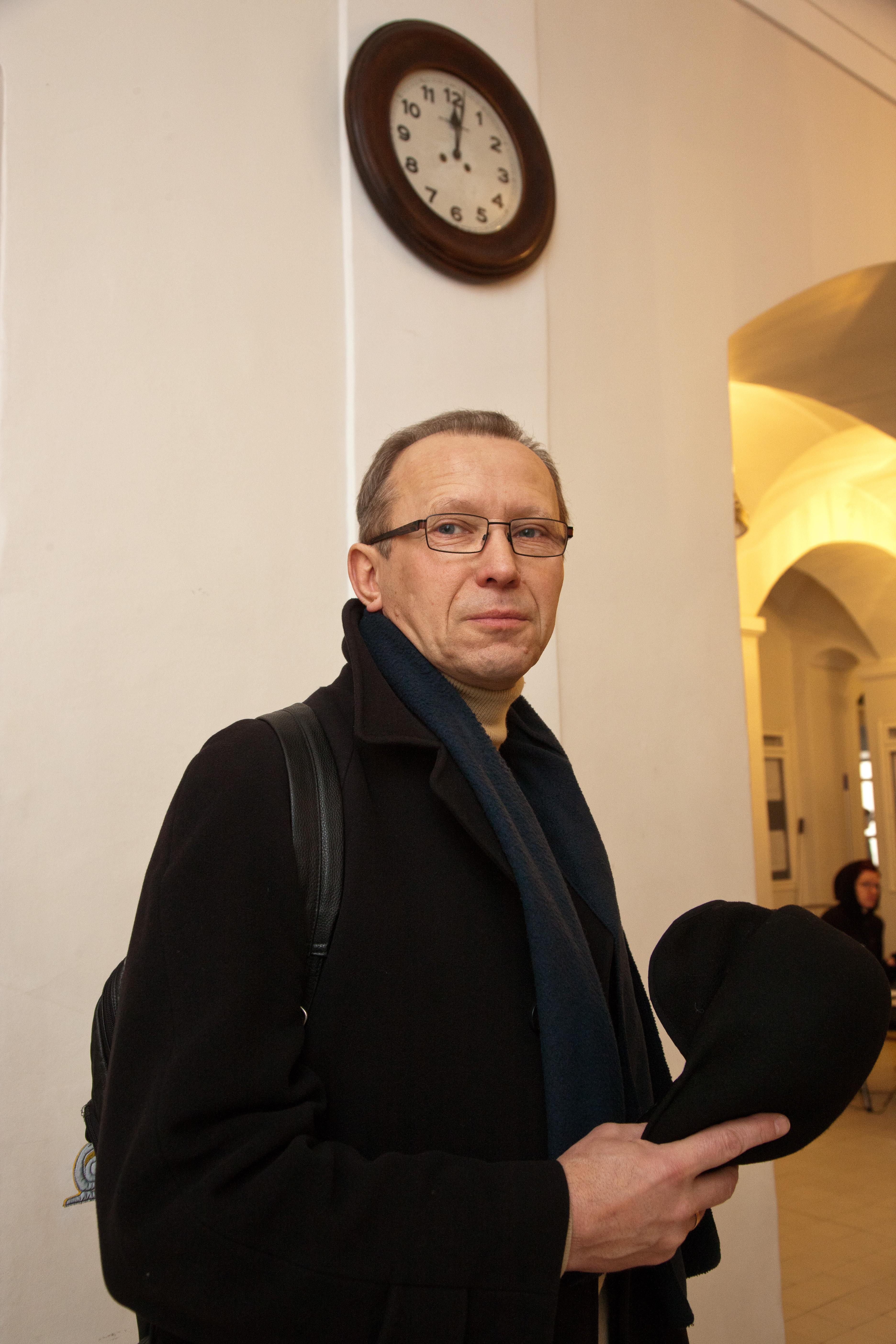
Peeter Torop (2011)

Fra i suoi interessi di ricerca rientrano la storia della letteratura e cultura russa, la semiotica della cultura e la scienza della traduzione. Tra le sue opere principali: La scuola di Tartu come scuola (1994); La traduzione totale (1995); Dostoevskij: storia e ideologia (1997) ; e The position of translation in translation studies (1997).
È direttore della rivista scientifica "Sign Systems Studies", fondata da Lotman nel 1964, e della collana editoriale di studi sulla semiotica dell'Università di Tartu.
Tra i suoi allievi, Bruno Osimo.

## Biografia e carriera
Peeter Torop ha concluso gli studi universitari nel 1974 presso la facoltà di filologia russa dell'Università di Tartu e ha ottenuto un dottorato di ricerca nel 1995 presso l'Università di Helsinki. Dopo essersi laureato ha intrapreso la professione di assistente presso la facoltà di filosofia nel Dipartimento di lingua e letteratura russa e slava fino al 1976; nello stesso anno è diventato docente, continuando questa professione fino al 1992. Dal 1990 al 1996 è stato lettore universitario presso l'Università di Helsinki nel Dipartimento di Lingue Slave e Baltiche, e dal 1992 al 1996 lettore presso la Facoltà di scienze sociali ed istruzione dell'Università di Tartu, dove è poi diventato professore associato fino al 1997. Nei due anni successivi ha insegnato nell'Università di Pedagogia di Tallinn, e dal 1998 al 2003 è tornato ad insegnare presso la facoltà di scienze sociali ed istruzione dell'Università di Tartu, dove è tuttora professore di filosofia nel Dipartimento di Semiotica, di cui è stato il responsabile dal 1997 al 2006.
Dal 1999 al 2001 Torop ha fatto parte della giuria della casa editrice Mouton, mentre dal 2000 al 2005 è stato membro della Commissione delle Scienze Sociali presso la Fondazione della Scienza Estone. Dal 2001 al 2005 Torop ha partecipato al Cultural Endowment for Estonia, un gruppo di esperti che si impegnano per sostenere la cultura. Dal 2002 al 2004 ha partecipato al progetto Narration and History: Turn on the Century in Russian Culture presso l'Accademia della Finlandia, mentre fino al 2005 ha partecipato a Reality & Subject a San Pietroburgo. Infine dal 2005 al 2010 ha fatto parte del Consiglio degli Studi Accademici della Lingua Estone e della Cultura Estera, all'interno del Ministero estone dell'istruzione e della ricerca.

## Incarichi attuali
Gli incarichi attuali di Peeter Torop sono molti; fa infatti parte della Society of Estonian Language (Associazione per la lingua estone) e dell'Associazione Internazionale di Dostojevskij. Dal 1994 fa parte della Fondazione Lotman e dal 1998 è coeditore della Biblioteca di Semiotica di Tartu, nonché coeditore degli Studi dei Sistemi di Segni (nel 1992 ha redatto il venticinquesimo volume). Dal 2002 è membro della redazione della rivista annuale Place and Location, che si occupa della ricerca riguardante le relazioni tra uomo e ambiente e le rappresentazioni dell'ambiente stesso, e dal 2003 fa parte della redazione di Folk Culture. Dal 2004 lavora anche nella redazione del giornale Trames, che si occupa degli studi umanistici e sociali e viene pubblicato dalla Accademia delle Scienze Estone presso l'Università di Tartu; Torop lavora inoltre nella redazione della rivista semestrale Entretextos, con sede a Granada (Spagna), che si occupa principalmente degli studi semiotici della cultura.
Il suo lavoro nella redazione si estende anche in altre riviste, come Galaxia (con sede a San Paolo), la rivista messicana Traduic legata alla Scuola di Traduzione Intercontinentale con sede a Tlalpan, Humaniora, una rivista online che si occupa in modo particolare degli studi umanistici, in particolare degli studi dei classici e della storia antica, Keel ja kirjandus (Lingua e Letteratura), una rivista estone mensile con sede a Tallinn pubblicata dall'Accademia delle Scienze e dall'Unione degli Scrittori, e infine Semeiosis, una rivista di semiotica. Dal 2006 Torop è membro della Expert Commission of Humanities of Council of Scientific Competence, che opera sotto il Ministero dell'Istruzione e della Ricerca in Estonia; nel corso dello stesso anno è inoltre entrato a far parte del consiglio del Museo Nazionale dell'Estonia ed è diventato presidente dell'Associazione di Semiotica estone. L'anno successivo è entrato nel consiglio dell'Istituto di Filosofia e Semiotica dell'Università di Tartu. Dal 2009 lavora nel consiglio consultivo del Journal of Ethnology and Folkloristics e dal 2010 è membro della Bibliotheca lotmaniana.

## I progetti di ricerca
I suoi progetti di ricerca sono stati i seguenti:
- Disciplinary Dynamics of Translation Studies and Theoretical Basis of Translation Teaching [La dinamica disciplinare degli studi della traduzione e la base teorica dell'insegnamento della traduzione], iniziato nel 2004 e concluso nel 2007 presso di scienze sociali ed istruzione dell'Università di Tartu;
- Eelretsenseeritava humanitaarteadusliku monograafiasarja ”Heuremata” väljaandmise jätkamine iniziato nel 2009, si concluderà nel 2013 presso l'Istituto di lingua e cultura estone dell'Università di Tallinn;
- Eelretsenseeritava humanitaarteadusliku monograafiasarja Heuremata väljaandmine iniziato nel 2005 e concluso nel 2008 presso la Facoltà di filosofia dell'Università di Tartu;
- Meaning-generation and transdisciplinary methodology of semiotic analysis of culture [Produzione di significato e metodologia transdisciplinare dell'analisi semiotica della cultura], iniziato nel 2006, si concluderà alla fine del 2011 presso la Facoltà di filosofia dell'Università di Tartu;
- Semiotics of Culture and Culture Analysis in Estonia [La semiotica della cultura e l'analisi della cultura in Estonia], iniziato nel 2001 e concluso nel 2005 presso la Facoltà di scienze sociali ed istruzione dell'Università di Tartu;
- Translatability of culture – an integrated semiotic-functional approach [Traducibilità della cultura – un approccio semiotico-funzionale integrato], iniziato nel 2010 e si concluderà nel 2013 presso la Facoltà di filosofia dell'Università di Tartu;
- Typology of cultural autocommunication [Tipologia dell'autocomunicazione culturale] iniziato nel 2008 e si concluderà alla fine del 2011 presso la Facoltà di filosofia dell'Università di Tartu.

Nel corso della sua carriera Peeter Torop ha ricevuto i seguenti riconoscimenti:
- L’Estonian Rebirth Award per aver mantenuto nel tempo le tradizioni della Scuola di Semiotica di Tartu e Mosca, insieme ad A. Malts e L. Kisseljova, nel 1995.
- La sovvenzione straordinaria Eesti Kultuurkapital nel 2000;
- Il premio Yearly Award – Culture and Society, un premio nazionale nel campo scientifico per gli studi della semiotica, della traduzione e della lingua slava, ricevuto nel 2001;
- Il Nida professor in translation studies 2007, da parte dell'Istituto Eugene A. Nida per la cultura biblica, nel 2007;
- La medaglia dell'Università di Tartu nel 2010;
- Premio della Fondazione dell'Università di Tartu nel 2010.

## I lineamenti di pensiero

### La traduzione totale
In scienza della traduzione il concetto di «traduzione totale» esiste dagli anni sessanta, come termine della concezione linguistica di Firth e di Catford che distingueva, da un lato fra traduzione completa (full translation) e traduzione parziale (partial translation), e dall'altro lato fra traduzione totale e limitata (total and restricted translation). Per «traduzione completa» si intende la traduzione integrale di un testo (ossia di tutte le sue componenti). Per «traduzione totale», invece, s'intende un processo in cui, benché a ciascun livello della lingua emittente venga sostituito materiale testuale nella lingua ricevente, ciò non significa necessariamente che a tutti i livelli tale sostituzione avvenga mediante 'equivalenti'. Il concetto di totalità non è assoluto ma relativo. Riconoscere la traduzione come processo totale comporta anche la necessità di una descrizione scientifica di questo processo.

### I tipi di testi
Torop sostiene che sia possibile e necessario descrivere qualsiasi tipo di attività traduttiva, distinguendo però tra i vari tipi di traduzione: la traduzione testuale, la traduzione metatestuale, la traduzione intestuale e intertestuale e la traduzione deverbalizzante.
La traduzione testuale è la traduzione di un testo intero in un altro testo intero. È 'traduzione' nel senso comune della parola. La traduzione metatestuale è la traduzione di un testo intero non in un altro testo intero ma in una cultura, per cui è fondamentale ricercare ciò che Torop definisce la cultura altrui nel metatesto. Questi primi due tipi di traduzione sono spesso legati perché di solito la traduzione testuale è accompagnata da una traduzione metatestuale. Quest'ultima indica la penetrazione del prototesto in un'altra cultura sotto forma di qualsiasi strumento metacomunicativo, come ad esempio le voci sull'autore in enciclopedie, le citazioni eccetera. Questi metatesti servono a completare la traduzione. Nella traduzione intestuale e intertestuale è importante capire il concetto che in una cultura quasi non esistono testi 'puri'. Possono essere definiti sistemi di intesti. Gli intesti sono frammenti di testi che legano il testo (o una sua parte) a un altro testo (o a una sua parte), rimandi di un frammento di testo a un altro testo, parziale o intero. In questo tipo di traduzione è importante il sistema, la struttura dei vari intesti come elemento della poetica dell'autore. Ciascun intesto ha bisogno di un approccio a sé stante. Nella traduzione intertestuale, a causa di continui rimandi ad altri testi, bisogna tenere in considerazione che la strategia dell'autore può far riferimento contemporaneamente a molte fonti.
La traduzione deverbalizzante è quella che trasmette un testo in un linguaggio naturale attraverso codici diversi, sia verbali sia non verbali. Un esempio può essere la traduzione filmica, in cui non solo cambia il testo ma anche la sua natura.

### L'analisi traduttologica
Oltre ai diversi tipi di testo, è importante studiare anche ciò che gli sta attorno. In questo momento entra in gioco l'analisi traduttologica dove vengono presi in considerazione molti elementi che contribuiscono a collocare il testo nel tempo e nello spazio. La funzione dell'analisi traduttologica è l'individuazione della dominante, di quel livello o elemento sul quale prima di tutto si basa l'unità del prototesto. Oltre a descrivere il prototesto, l'analisi traduttologica serve a individuare non solo la dominante del prototesto ma anche quella del metatesto nel nuovo contesto. Queste informazioni si rilevano attraverso l'analisi comparativa della lingua, dello stile e dei cronòtopi, sia in senso concettuale sia poetico. Il risultato di queste analisi viene poi confrontato con i dati riguardanti il contesto storico-letterario e biografico.

### La poetica della traduzione
Secondo Torop, la critica all'interno del testo e la critica al di fuori del testo si unificano nella sfera della poetica della traduzione dove vengono concepiti i princìpi generali dell'attività traduttiva. Nel modello del processo traduttivo, Torop distingue due caratteristiche sostanziali: la fasicità e la processualità. Due infatti sono le fasi più importanti: analisi e sintesi come principio e fine del processo. La fase di analisi è indirizzata all'originale, è la comprensione e la concezione dell'originale, mentre la seconda fase di sintesi è indirizzata alla traduzione (e al lettore della traduzione) e consiste nel ricreare l'originale con gli strumenti dell'altra lingua e dell'altra cultura. Queste due fasi orientano il lavoro del traduttore, che così può definire lo scopo della sua traduzione, la dominante. Coniugando processualità e fasicità si può costruire un modello traduttivo sulla base dell'atteggiamento del traduttore verso l'originale.
A seconda della dominante si possono riconoscere almeno otto tipi di realizzazione del processo traduttivo:
- pastiche
- citazione
- stilizzazione
- perifrasi
- adattamento
- parafrasi
- burlesque
- allusione

Altri problemi da tenere in considerazione sono l'aspetto evolutivo, perché spesso il tempo storico dell'originale e della traduzione non coincidono, e l'aspetto storico-culturale.

### La traducibilità
Determinante per i tipi generici di traducibilità è la posizione della dominante: nel prototesto, nel traduttore o nella cultura ricevente.
Fra i possibili parametri di traducibilità di una cultura:
- la lingua: fra i vari elementi, comprende le categorie grammaticali e i realia
- il tempo: bisogna distinguere tra il tempo storico e culturale e, entro il tempo storico, tra quello dell'autore e degli eventi. Il tempo culturale, invece, è legato alla presenza/assenza di mezzi stilistici per la resa di determinati stili
- lo spazio: categoria in cui si trovano i problemi degli spazi sociale, geografico e psicologico (possibili strategie traduttive: localizzazione; traduzione commentata; naturalizzazione; adattamento; esotizzazione e neutralizzazione)
- il testo: comprende i parametri di genere testuale, i livelli cronotòpici e il sistema dei mezzi espressivi; riguarda la distinzione fra il cronòtopo dell'intreccio, quello psicologico e quello metafisico
- l'opera: comprende i problemi legati alla concezione del testo
- la manipolazione sociopolitica: spesso porta ai problemi di censura o alla tendenziosità della traduzione.

## Pubblicazioni
Torop, Peeter (2011). Lotmani akadeemia. Horisont, 59 - 60.
Torop, P. (2011). History of Translation and Cultural Autotranslation. Chalvin, A.; lange, A.; Monticelli, D. (Eds.). Between Cultures and Texts: Itineraries in Translation History (21 - 31). Frankfurt am Main, Berlin, Bern, Bruxelles, New York, Oxford, Wien: Peter Lang Europäischer Verlag der Wissenschaften
Kroó, Katalin; Torop, Peeter (2010). Intersemiotic Dynamics in Gogol's "Vii" : "C'est la vie". Néprajzi látóhatár, XIX, 85 - 102.
Torop, Peeter (2010). Juri Lotmani kõnelusest Peeter Toropiga Tartus 1992. aasta septembris.
Torop, Peeter (2010). Vastab Juri Lotman.
Torop, Peeter (2010). Mees, keda ei olnud. Lotman, Mihhail (Eds.). Jalutuskäigud Lotmaniga (483 - 486).Tallinna Ülikooli Kirjastus
Torop, Peeter (2010). Lotmani lähenemine . Lotman, Mihhail (Eds.). Jalutuskäigud Lotmaniga (385 - 389).Tallinna Ülikooli Kirjastus
Torop, Peeter (2010). Lotmani fenomen. Lotman, Mihhail (Eds.). Jalutuskäigud Lotmaniga (373 - 383). Tallinn: Tallinna Ülikool
Torop, Peeter (2010). Tartu koolkond kui koolkond . Lotman, Mihhail (Eds.). Jalutuskäigud Lotmaniga (343 - 371).Tallinna Ülikooli Kirjastus
Torop, Peeter (2010). Oma Lotman. Lotman, Mihhail (Eds.). Jalutuskäigud Lotmaniga (335 - 342). Tallinn: Tallinna Ülikooli Kirjastus
Torop, P. (2010). Micro- and macro-time in text dynamics.
Torop, P.; Osimo, B. (2010). Historical Identity of Translation: From Describability to Translatability of Time. Trames : Journal of the Humanities and Social Sciences, 14, 383 - 393.
Torop, P. (2010). Semiotics of Mediation.
Torop, P. (2010). Tüpoloogia ja artoonika. Salupere, S. (Eds.). Juri Lotman. Kultuuritüpoloogiast. (9 - 21). Tartu: Tartu Ülikooli Kirjastus
Torop, Peeter (2010). Multimeediumlik "Kirsiaed". Teater. Muusika. Kino, 8-9, 40 - 52.
Torop, Peeter (2010). Semiótica de la cultura y cultura. Entretextos, 1 - 16.
Torop, Peeter (2010). Szimultaneitás és dialogicitás Dosztojevskij poétikájában. Kroó, Katalin; Tamás, Bényei (Eds.). Utópiák és ellenutópiák (295 - 317). Budapest: L'Harmattan
Torop, Peeter (2010). The Soviet Empire of Signs: A History of the Tartu School of Semiotics. By Maxim Waldstein. Slavic Review, 69, 517 - 518.
Torop, Peeter (2010). Culture and Translation. Applied Semiotics / Sémiotique appliquée, 9, 11 - 17.
Torop, Peeter (2010). Translation as Communication and Auto-Communication . Applied Semiotics / Sémiotique appliquée, 9, 3 - 10.
Sahk, Kaarel; Sepp, Kalev; Torop, Peeter (2009). The role of accreditation in real estate education. In: Book of Abstracts: 5th ERES EDUCATION SEMINAR - Vienna University of Technology, December 4-5 2009. , 2009.
Lotman, Juri (2009). Chemu uchatsja ljudi. Statji i zametki.
Torop, Peeter (2009). Predislovie. J.M.Lotman. Chemu uchatsja ljudi. Statji i zametki. (5 - 10). Moskva: Centr Knigi, VGBIL im. M.I.Rudomino
Torop, P. (2009). Teatrifestival kui kultuuriline autokommunikatsioon. Teater. Muusika. Kino, 34 - 40.
Sahk, Kaarel; Torop, Peeter (2009). Traditional and Non-traditional Tools for the Description of Space and Place - The Contemporary Approach. In: Book of Abstracts: 16th Annual European Real Estate Society Conference in Stockholm, Sweden. , 2009.
Torop, P. (2009). Methodology of Cultural Semiotics in Context of Cultural Research. In: Culture of Communication, Communication of Culture. Abstracts Book: 10th World Congress of Semiotics; A Coruna, Spain; 22nd-26th September 2009. A Coruna: Asociacon Espanola de Semiotica, 2009, 176 - 177.
Torop, P. (2009). Lotmanian explosion. Grishakova, M. (Eds.). Juri Lotman. Culture and Explosion (XXVII - XXXIX). Berlin, New York: Walter de Gruyter & Co
Torop, P. (2009). La traduzione totale. Tipi di processo traduttivo nella cultura. Milano: Hoepli
Kroo, K.; Torop, P. (2009). Dialogue of Estonian and Hungarian literary semiotic approaches. The legacy of Russian classics and the Lotmanian critical heritage as "Our text". Eero Tarasti, Paul Forsell, Richard Littlefield (Eds.). Communication: Understanding/Misunderstanding (791 - 807). Imatra, Helsinki: International Semiotics Institute
Torop, P. (2009). Social aspects of translation history or forced translation. Ritva Hartama-Heinonen, Irma Sorvali, Eero Tarasti, Eila Tarasti. (Eds.). Kielen ja kulttuurin saloja. (239- - 248). Imatra, Helsinki: International Semiotics Institute
Sahk, K.; Torop, P. (2009). The Value of Historical Properties - Can the Semiotic Signs Load the Sustainability? (The Baltic Experience). Maasikamäe, S. (Eds.). Land Surveying and Land Management (50 - 70). Tartu: Eesti Maaülikool
Torop, P. (2009). Kultuuri analüüsitavusest. Sütiste, E.; Salupere, S.; Pärn, K. (Eds.). Acta semiotica Estica (11 - 41). Tartu: Tartu Ülikooli Kirjastus
Torop, P. (2009). Semiotics of Translation in Context of Cultural Theory .
Torop, P. (2009). Semiotics of Translation from Pedagogical Point of View.
Torop, P. (2009). Gogol kui revident..
Sahk, Kaarel; Torop, Peeter (2008). TRADITIONAL AND NON-TRADITIONAL TOOLS FOR THE DESCRIPTION OF SPACE AND PLACE. In: Book of Abstracts: 15th Annual European Real Estate Society Conference in Kraków, Poland: 15th Annual European Real Estate Society Conference, Kraków, Poland June 18-21, 2008. , 2008.
Torop, P. (2008). Perevod kak kommunikacija i avtokommunikacija. Studia Slavica Savariensia, 381- - 397.
Torop, P. (2008). La traduzione come comunicazione e autocomunicazione. Arduini, S.; Carmignani, I. (Eds.). Libri e riviste d'Italia (73 - 91). Roma: iacobelli
Torop, P. (2008). "Keisri hull" ja eesti lood. Keisri hull. Jaan Kross (319 - 331). Tallinn: Eesti Päevaleht, Akadeemia
Torop, P. (2008). Karusmari, karuZmari. Teater. Muusika. Kino, 27, 90 - 107.
Torop, P. (2008). Translation and Semiotics. Sign Systems Studies, 36.2, 253 - 257.
Ricoeur, P.; Torop, P. (2008). O tlumaczeniu. Gdansk: Wydawnictwo Universytetu Gdanskiego
Torop, P. (2008). Identity of Cultural Text and Creolization of Cultural Languages. Acta semiotica Fennica, XXX, 223 - 236.
Torop, P. (2008). Dostojevskij, Bahtin i semiotika skandala. In: Семиотика скандала: (Eds.)Buks, N.; Penskaja, J.. Pariis, Moskva: Европа, 2008, (Механизмы культуры), 185 - 208.
Torop, P. (2008). Multimeedialisus. Keel ja Kirjandus, LI, 721 - 734.
Torop, P. (2008). Lotman, Iurii Mikhailovich.
Torop, P. (2008). Eesti sambad. Vikerkaar, 81 - 92.
Torop, P. (2008). Antichnost´ v geterofonii Dostojevskogo. Kroó, K.; Torop, P. (Eds.). Russian Text (19th Century) and Antiquity / Русский текст (19 век) и античность (322 - 342). Budapest, Tartu: L´Harmattan
Kroo, K.; Torop, P. (2008). Russian Text (19th Century) and Antiquity. Editorial Foreword. Kroo, K.; Torop, P. (Eds.). Russian Text (19th Century) and Antiquity / Русский текст (19 век) и античность (7 - 14). Budapest, Tartu: L´Harmattan
Kroó, K.; Torop, P. (Toim.) (2008). Russian Text (19th Century) and Antiquity. Russkij Tekst (19 veka) i Antichnost. Budapest: L´Harmattan
Torop, P. (2008). Translation as Communication and Auto-Communication. Sign Systems Studies, 36.2, 375 - 397.
Sahk, Kaarel; Torop, Peeter; Sepp, Kalev (2007). Nature and Artifact Markets of Real Estate Value: What do the Market Accept? In: Book of Abstracts: 14th Annual European Real Estate Society Conference in London, UK, 27.-30.07.2007. , 2007, 158.
Torop, P. (2007). Kul´turnoe mnogojazychie i problemy perevodimosti Dostojevskogo: intersemioticheskij aspekt. In: 13 th Symposium of the International Dostoevsky Society: F.M.Dostoevsky in the context of cultural dialogues.: 13 th Symposium of the International Dostoevsky Society: F.M.Dostoevsky in the context of cultural dialogues. Budapest, 3.-8.07.2007. (Eds.)Kroó, K.; Geza S. Horvath. Budapest: University ELTE, 2007, 171 - 172.
Torop, Peeter (2007). Tõde tules.
Torop, P. (2007). Ajalooteraapia.
Torop, P. (2007). Dostojevski lavastatavusest. Teater.Muusika.Kino, 3 - 3.
Torop, P. (2007). Kajakavool. Teater.Muusika.Kino, 25 - 37.
Torop, Peeter (2007). Semiosfera como objeto de pesquisa na semiotica da cultura. Irene Machado (Eds.). Semiotica da Cultura e Semiosfera (45 - 56). Sao Paulo: ANNABLUME editora
Torop, Peeter; Kroo, Katalin (2007). A Dialogue of Estonian and Hungarian Literary Semiotic Approaches. The Legacy of Russian Classics and the Lotmanian Critical heritage as "Our Text".
Torop, Peeter (2007). Montage and semiotics of culture.
Sütiste, Elin; Torop, Peeter (2007). Tõlketeadus, semiootika ja tõlkeprotsessi piirid. Keel ja Kirjandus, 554 - 570.
Torop, P. (2007). La scuola di Tartu come scuola. Manuel Caceres Sanches (Eds.). Semiotica - Cultura - Conoscenza. Lotman (97 - 116). Torino: Ananke
Torop, P. (2007). Distsiplinaarsed piirid, uurimisobjekti piirid ja teadlase identiteet. Vihalemm, R. (Eds.). Teaduse uuringud: eesmärgid ja meetodid (77 - 92). Tartu: Tartu Ülikooli Kirjastus
Torop, P. (2007). The Widening of the Boundaries: Translation Studies and Semiotics of Translation. Hellman, B.; Huttunen, T.; Obatnin, G. (Eds.). Varietas et concordia (197 - 209). Helsinki: Helsinki University
Torop, P. (2007). Methodological remarks on the study of translation and translating. Semiotica, 163, 347 - 364.
Sütiste, Elin; Torop, Peeter (2007). Processual boundaries of translation: semiotics and translation studies. Semiotica, 163-1/4, 187 - 207.
Torop, P. (2006). A hösök átalakulása F.Dosztojevszkij "Bün és bünhödés" címü regényében. Kroó, K. (Eds.). Bevezetés a XIX szazadi orosz irodalom történebe (508 - 520). Budapest: Bölcsész Konzorcium
Torop, P. (2006). Forced Translation. Baltic Horizons, 6, 49 - 57.
Torop, Peeter (2006). Hariduse hoidja.
Torop, Peeter (2006). Mäluvaru.
Torop, Peeter (2006). Enda mäletamisest.
Torop, P. (2006). Semiotics, Anthropology and Analysability of Culture. Sign Systems Studies, 34, 285 - 315.
Torop, Peeter (2006). Kultuurivärav.
Kull, Kalevi; Torop, Peeter (2006). Semiosfäär Brasiilias. Sütiste, Elin; Salupere, Silvi (Eds.). Acta Semiotica Estica (238 - 241). Tartu: Tartu Ülikooli Kirjastus
Torop, P. (2006). Tekst ja/kui struktuur. Juri Lotman. Kunstilise teksti struktuur (505 - 535). Tallinn: Tänapäev
Torop, Peeter (2006). La semiosfera y/como el objeto de investigación de la semiótica de la cultura. Entretextos, 7, 1
Sahk, Kaarel; Torop, Peeter (2005). The Value of Historical Properties – Can the Semiotic Signs Load the Sustainability? In: Book of Abstracts: 2005 European Real Estate Society conference in association with the International Real Estate Society: 2005 European Real Estate Society conference, Dublin, 15.-18. June 2005. , 2005.
Torop, P. (2005). La traduzione totale. Buffoni, F. (Eds.). Traduttologia. La teoria della traduzione letteraria (643 - 675). Roma: Istituto Poligrafico e Zecca dello Stato S.p.A.
Torop, P. (2005). Tekst intersemiootilises ruumis. Sütiste, E.; Salupere, S. (Eds.). Acta Semiotica Estica (11 - 20). Tartu: Tartu Ülikooli Kirjastus
Torop, P.; Salupere, S.; Kull, K. (2005). Semiotics has no beginning. John Deeley. Basics of semiotics (4 - 25). Tartu: Tartu Ülikooli Kirjastus
Torop, P. (2005). The Tartu-Moscow School of Semiotics and Possibilities of Cultural Analysis. In: Boletim informativo do I Encontro Internacional para o Estudo da Semiosfera: (Eds.)Rocha, D.. Sao Paulo:, 2005, 2 - 3.
Torop, P. (2005). Semiospherical understanding: textuality, chronotopicality, multimediality. EFSS 2004, Culture and Text (83 - 99). Sofia: Издателство на Нов български университет
Torop, P. (2005). Culture as translation: intersemiosis and intersemiotic translation. Popova, M.N. (Eds.). EFSS'2004 Culture and Text (100 - 113). Sofia: Издателство на Нов български университет
Torop, P. (2005). Lugeja olemine kultuuris. Lector in fabula (3 - 8). Tartu: Tartu Ülikooli Kirjastus
Torop, P. (2005). Peeter Toropi järelsõna eestikeelsele väljaandele. M.Danesi; P.Perron. Kultuuride analüüs (311 - 315). Tallinn: Valgus
Torop, Peeter; Sahk, Kaarel (2004). The Appraisal of Historical Properties. In: Book of Abstracts: 11th European Real Estate Society Conference Milano, Italy, 2-5 June 2004. , 2004.
Torop, P. (2004). Locations in Intersemiotic Space. Sarapik, V.; Näripea, E.; Tüür, K. (Eds.). Place and Location. Studies in Environmental Aesthetics and Semiotics (59 - 68). Tallinn: Estonian Academy of Arts
Torop, P. (2004). Semiospherical understanding: Textuality. Sign Systems Studies, 31, 323 - 339.
Torop, P. (2004). El fenomeno Lotman. Entretextos, 3, 1
Torop, P. (2004). La Escuela de Tartu como Escuela. Entretextos, 4, 1
Torop, P.; Lotman, M.; Kull, K. (2004). Dialogue and Identity. In: Globalization, Europe and Regional Identity: 9th Baltic Conference on Intellectual Cooperation; Vilnius; 6.-7.06.2003. Vilnius: Lithuanian Academy of Sciences, 2004, 143 - 155.
Тороп, П. (2004). ТАРТУСКАТА ШКОЛА КАТО ШКОЛА. LiterNet, 1
Torop, P. (2003). Semiosphere and/as the research object of semiotics of culture. Sign Systems Studies, 31, 159 - 173.
Torop, P. (2003). Intersemiosis and Intersemiotic Translation. Petrilli, S. (Eds.). Translation (271 - 282).Rodopi
Kull, K.; Torop, P. (2003). Biotranslation: Translation between umwelten. Petrilli, S. (Eds.). Translation Translation (313 - 328). Amsterdam: Rodopi
Torop, P. (2003). Bahtin sotsioloogilise ja ajaloolise poeetika vahel. Vikerkaar, 7-8, 104 - 111.
Torop, P. (2003). Semiospherical Understanding. Annales universitatis scientiarium Budapestinensis de Rolando Eötvös nominatae. Sectio Linguistica, 24, 305 - 311.
Torop, P. (2003). La Escuela de Tartu como Escuela. Entretextos, 1, 1
Torop, P. (2003). Semiotica de la traduccion, traduccion de la semiotica . Entretextos, 1, 1
Torop, P. (2003). Simultaneidad y dialogismo en la poetica de Dostoievski. Entretextos, 2, 1
Torop, P. (2003). Escola de Tartu como Escola. Irene Machado. Escola de Semiotica. A Experiencia de Tartu-Moscou para o Estudo da Cultura (69 - 95).Sao Paulo: Atelie Editorial
Lotman, M.; Torop, P.; Kull, K. (2003). Sign Systems Studies.
Torop, P. (2002). Translation as a working principle of culture. Reality and Subject, 6, 15 - 18.
Torop, P. (2002). Translation as translating as culture. Sign Systems Studies, 30, 593 - 605.
Torop, P. (2002). Intersemiosis y traducción intersemiótica. Cuicuilco. Revista de la Escuela Nacional de Antropologia e Historia (13 - 42). Mexico: Escuela Nacional de Antropolog´ia e Historia
Torop, P. (2002). Tõlkesund. Sarapik, V.; Kalda, M.; Veidemann, R. (Eds.). Kohandumise märgid (195 - 206). Tallinn: Underi ja Tuglase Kirjanduskeskus
Torop, P. (2002). Semiopherical Understanding. Annales universitatis scientiarium Budapestinensis de Rolando Eötvös nominatae. Sectio Linguistica, 24, 305 - 311.
Torop, P. (2002). Introduction: Rereading of cultural semiotics. Sign Systems Studies, 30, 395 - 404.
Torop, P. (2002). Juri Lotmani kultuurianalüüsi programm. Akadeemia, 12, 2660 - 2662.
Torop, P. (2002). Tõlkesemiootika poole. Akadeemia, 2, 332 - 350.
Torop, P. (2002). "Viimne reliikvia": intersemiootilise tõlke ideoloogiline juhtum I. Teater. Muusika. Kino, 4, 80 - 88.
Torop, P. (2002). "Viimne reliikvia": intersemiootilise tõlke ideoloogiline juhtum II. Teater. Muusika. Kino, 5, 72 - 83.
Torop, P.; Lotman, M.; Kull, K. (2002). In Memoriam Thomas Albert Sebeok. Trames, 6, 110 - 112.
Torop, P. (2002). Tõlge kui kultuurimehhanism. Keel ja Kirjandus, 12, 848 - 854.
Torop, P. (2002). Polüloogilisus ja multikultuurilisus.
Torop, P. (2002). Visuaalse ja verbaalse kreoliseerumine Arvo Iho filmis "Karu süda". Teater. Muusika. Kino, 2, 61 - 67.
Torop, P. (2001). Intertekstuaalne film. Teater. Muusika. Kino, 82 - 86.
Torop, P. (2001). Humanitaarsemiootika. Eesti Vabariigi teaduspreemiad 2001 (81 - 83).Eesti Teaduste Akadeemia
Torop, Peeter (2001). Vene terrorismi lätetel. Vikerkaar, 68 - 76.
Torop, P. (2001). Novaja paradigma kul'tury i/ili novaja paradigma opisanija kul'tury: russkij aspekt. Russian Culture on the Threshold of a New Century (33 - 43). Sapporo: Slavic Research Center
Torop, P. (2001). Lotman. Cobley, P. (Eds.). The Routledge Companion to Semiotics and Linguistics (326).Routledge
Torop, P. (2001). Vene kirjandus ja eesti teater. F.Dostojevski "Kuritöö ja karistus" ja L.Tolstoi "Sõda ja rahu" eesti laval.
Torop, P. (2001). Müüt kui seletus. (Neomütologismist). Uurimusi müüdist ja maagiast (27 - 36). Tallinn: Tallinna Pedagoogiline Ülikool
Torop, P. (2001). Per una semiotica della traduzione. Incontri di culture: La semiotica tra frontiere e traduzioni (13 - 21). Torino: UTET libreria
Torop, P. (2001). The Possible Fate of the Semiotics of Translation. Interlitteraria, 5, 46 - 62.
Torop, P. (2001). Interneti lugemine. In: Kloostrist internetini: Eesti Raamatu Aasta lõppkonverents; Pärnu; 5-6 aprile, 2001. Tartu: Ilmamaa, 2001, 210 - 277.
Torop, P. (2001). Coexistence of semiotics and translation studies. Mission, Vision, Strategies (211 - 220). Helsinki: University of Helsinki Press
Torop, P. (2000). La traduzione totale. Modena: Guaraldi-Logos
Torop, Peeter (2000). Kultuuri tekstuaalsus. In: Kultuuritekst ja traditsioonitekst: 26.-27.novembril 1999 Tartus toimunud seminari materjalid. (Eds.)Pärli, Ülle. Tartu: Tartu Ülikooli Kirjastus, 2000, 37 - 51.
Torop, P. (2000). Semiootika ja interdistsiplinaarsus. Keel ja Kirjandus, 440 - 444.
Torop, P. (2000). Identiteedi aegruumist. Teater. Muusika. Kino, 62 - 66.
Torop, P. (2000). New Tartu Semiotics. European Journal for Semiotic Studies, 12, 5 - 22.
Torop, P. (2000). Intersemiosis and Intersemiotic Translation. European Journal for Semiotic Studies, 12, 71 - 100.
Torop, P. (2000). Intersemioticheskoje prostranstvo: Adrianopol' v Peterburge "Prestuplenija i nakazanija" F.M.Dostojevskogo. Sign Systems Studies, 116 - 133.
Torop, P. (2000). Perelom v perelomah: iz istorii tartuskoj školy. Переломные периоды в русской литературе и культуре (9 - 24).Helsinki
Kull, K.; Torop, P.eeter (2000). Biotranslation: Translation between umwelten. Petrilli, S. (Eds.). Athanor - Tra Segni (33 - 43). Roma: Meltemi editore
Torop, P. (2000). Towards the semiotics of translation. Semiotica, 128, 597 - 609.
Torop, P. (1999). Inimesed ja sead. Varik, M. (Eds.). F.Dostojevski. Kurjad vaimud (634 - 645). Tallinn: Eesti Raamat
Torop, P. (1999). O fenomene jazõka nautšnoj školõ. Materialõ k slovarju Tartusko-moskovskoj semiotitšeskoj školõ (7 - 11). Tartu: Tartu Ülikool
Torop, P. (1999). La traducibilità. Testo a fronte.Rivista semestrale di teoria e pratica della traduzione letteraria, 5 - 47.
Torop, P. (1999). Cultural semiotics and culture. Sign Systems Studies, 27, 9 - 23.
Torop, P. (1999). Kultuurimärgid. Tartu: Ilmamaa
Torop, P. (1998). Granitsõ perevoda (sotsiosemiotitseskij aspekt semiotiki perevoda). Sign Systems Studies, 26, 136 - 150.
Torop, P. (1998). Semiotics in Tartu. Sign Systems Studies, 26, 9 - 19.
Torop, P. (1998). Kollektivistlikust anarhismist. Vikerkaar, 75 - 80.
Torop, P. (1998). Umberto Eco reaalsusest Eestis. Vikerkaar, 169 - 175.
Torop, P. (1998). Tõlge ja/kui retseptsioon. Keel ja Kirjandus, 8, 513 - 520.
Torop, P. (1998). Dostojevski: juudikusimuse loogika. Looming, 10, 1569 - 1592.
Torop, P. (1997). The Position of Translation in Translation Studies. Mauranen, A.; Puurtinen, T. (Eds.). Translation-Acquistion-Use (23 - 39). Jyväskylä: Jyväskylan yliopisto
Torop, P. (1994). Semiotics of translation, translation of semiotics. Russian Literature, 36, 427 - 434.
Torop, P. (1991). The problem of intext + intertextuality of the poetic text. Pamietnik Literacki, 82, 236 - 246.